# Accent circonflexe
Het accent circonflexe, of kortweg de of het circonflexe of circumflex (Latijn: circumflexus, rond, gebogen), is een dakvormig diakritisch teken op een klinker of een medeklinker.

## Nederlands
Volgens de huidige Nederlandse spelling komt een accent circonflexe bijna uitsluitend voor bij Nederlandse woorden van Franse herkomst, bijvoorbeeld fêteren, crêpe, maîtresse. In oude Nederlandse teksten, zoals het voormalig volkslied Wien Neêrlands bloed, duidt het erop dat de voorgaande letter is komen te vervallen. Men noemt het accent circonflexe dan ook wel een samentrekkingsteken. In enkele woordenboeken wordt de ĝ gebruikt om de uitspraak van de k uit bakboord weer te geven. Dit gebruik komt echter niet overeen met het Internationaal Fonetisch Alfabet.

## Afrikaans
In het Afrikaans komt de circonflexe voor op de letters e, i, o en u.
Voorbeelden:
- Wêreld (wereld)
- Môre (morgen)
- Brûe (bruggen)

## Esperanto
In het Esperanto wordt het accent circonflexe bij de volgende medeklinkers gebruikt:
| letter | uitspraak |
| ------ | --------- |
| ĉ      | tsj [tʃ]  |
| ĝ      | dzj [ʤ]   |
| ĥ      | ch [x]    |
| ĵ      | zj [ʒ]    |
| ŝ      | sj [ʃ]    |

## Frans
In het Frans wijst een accent circonflexe er vaak op dat er vroeger na die klinker een s stond, dit meestal voor een t. In sommige Franstalige gebieden, bv. Frans-Guyana, wordt soms de oude vorm nog gebruikt. Is de klinker beklemtoond, dan wordt hij in het algemeen wat langer uitgesproken.
| Frans          | Vergelijkbaar woord in andere taal |
| -------------- | ---------------------------------- |
| âne            | asinus (Lat.)                      |
| arrêter        | arresteren                         |
| vous chantâmes | naar analogie van chantâtes        |
| vous chantâtes | cantasteis (Sp.)                   |
| château        | kasteel, castellum (Lat.)          |
| Cléopâtre      | niet verklaard                     |
| côte           | kust, costa (Sp.)                  |
| enquête        | queeste, quaestor (Lat.)           |
| être †         | esse (Lat.), estar (Sp.)           |
| fenêtre        | venster                            |
| fête           | feest, fiesta (Sp.)                |
| hôpital        | hospitaal                          |
| hôtel          | hostel                             |
| île            | isle (Eng.), isla (Sp.)            |
| maître         | meester, magister                  |
| tête           | test, testa (It.)                  |
| tâche          | task (Eng.)                        |
| théâtre        | niet verklaard                     |

† In de indicatief est wordt de s nog geschreven, maar niet uitgesproken
In familienamen wordt vaak nog een onuitgesproken s geschreven, bijvoorbeeld Dechesne, uitspraak Dechêne.

## Fries
In het (Westlauwers) Fries komt het accent circonflexe voor op de a, e, o en u. De Friese benaming is "breedteken", "dakje" of "kapke".

## Roemeens
In het Roemeens komt de circonflexe alleen voor in â en î. Deze letters hebben dezelfde klank, alleen is de â tegenwoordig meer gebruikelijk.

## Slavische talen
Van de Slavische talen komt de circonflexe, althans in de standaardtalen, alleen voor in de vorm van ô in het Slowaaks en het Kasjoebisch. In het Slowaaks is het een tweeklank /uo/, in het Kasjoebisch varieert de uitspraak tussen [ɞ], [ɛ], [ɔ] en [u].

## Weerts
In het Weerts (Limburgs) wordt het accent circonflexe gebruikt om aan te geven dat een klinker een sleeptoon heeft. Hoewel sleeptonen ook in andere Limburgse dialecten voorkomen, wordt het accent circonflexe daar niet gebruikt.

## Welsh
In het Welsh wordt het accent circonflexe (to bach) gebruikt om een klinker langer te maken. Het wordt vooral gebruikt om homogrammen te onderscheiden, bijvoorbeeld ffon (stok) en ffôn (telefoon). In het Welsh kunnen de w en de y ook als klinkers fungeren, waardoor op deze letters ook accenten komen te staan (Ŵ/ŵ,Ŷ/ŷ — letters die vrijwel uniek voor het Welsh zijn) in gevallen waar ze lange klinkers representeren.

## West-Fries
In het West-Fries komt de circonflexe voor op de letters a, e, o en u.

## Trivia
- In Maastricht is studentenvereniging SV Circumflex vernoemd naar dit accent.
- Annie M.G. Schmidt heeft het gedicht De heks van Sier-kon-fleks geschreven.
- De Nederlandse familienamen Voûte en Dierkens Schuttevâer bevatten een circonflexe.
- In de wiskunde wordt in verschillende situaties ook de circonflexe gebruikt. Wanneer het bijvoorbeeld technisch moeilijk is om een superscript te typen (zoals ² of ³), dan kunnen machten ook worden aangegeven met een circonflexe zonder spaties, bijvoorbeeld 8^2 voor acht kwadraat (8²). Hetzelfde geldt voor inhouds- of oppervlaktematen, zoals m^3 voor kubieke meter (m³).